# Округ Бивер (Пенсилванија)
Округ Бивер (енгл. Beaver County) је округ у америчкој савезној држави Пенсилванија.

## Демографија
По попису из 2010. године број становника је 170.539, што је 10.873 (-6,0%) становника мање него 2000. године.
| Група             | 2000.           | 2010.           |
| Белци             | 167.018 (92,1%) | 154.196 (90,4%) |
| Афроамериканци    | 10.811 (6,0%)   | 10.676 (6,3%)   |
| Азијати           | 458 (0,3%)      | 724 (0,4%)      |
| Хиспаноамериканци | 1.315 (0,7%)    | 1.998 (1,2%)    |
| Укупно            | 181.412         | 170.539         |